# 第203訓練航空旅団 (ウクライナ空軍)
ウラジスラフ・ルイコフ名称第203訓練航空旅団 (ウクライナ語: 203 навчальна авіаційна бригада імені Владислава Рикова) は、ウクライナ空軍の航空部隊。ハルキウ国立空軍大学の下に編制されている。

## 歴史
1992年のソ連崩壊後、前身である第810訓練航空連隊はウクライナ国民に忠誠を誓い、ウクライナ軍に編入した。
1995年12月、連隊は新しい体制に移行し、第203訓練航空基地となった。2004年8月、第203訓練航空旅団に改編された。
2004年9月1日、第203訓練航空旅団はハルキウ空軍大学の一部となった。
2019年3月28日、旅団所属のMi-2ヘリコプター1機が墜落した。怪我人はいなかった。
2019年7月2日、訓練飛行でハルキウ空軍大学士官候補生が操縦していたL-39S航空機のエンジンが突然停止、パイロットは飛行管理者に報告後、脱出した。機体はクピャン貯水池に墜落した。
2020年9月25日、An-26Sh航空機が墜落事故を起こした。 26名（乗組員7名、士官候補生19名）が死亡し、士官候補生1名が生存した。この件で2020年12月22日、過失と訓練・飛行規則違反の疑いで当時の旅団長および飛行長が逮捕された。
2024年12月5日、ヴォロディミル・ゼレンスキー大統領は、名誉称号「ウラジスラフ・ルイコフ」を旅団に授与した。